# Ioan Apostol
Ioan Apostol (n. 14 ianuarie 1959, Trăisteni, România) este un fost sănier român.

## Carieră
A participat de patru ori la Jocurile Olimpice de iarnă. La Jocurile Olimpice din 1980 de la Lake Placid s-a clasat pe locul 15 împreună cu Cristinel Piciorea în proba de dublu. La Jocurile Olimpice din 1984 de la Sarajevo a ocupat locul 11 cu Laurențiu Bălănoiu. În anul 1992 a luat startul la simplu la Jocurile Olimpice de la Albertville și s-a clasat pe locul 26. La dublu a obținut cel mai bun rezultat din cariera sa. Împreună cu Liviu Cepoi a terminat pe locul 4. La Jocurile Olimpice din 1994 de la Lillehammer cei doi s-au clasat pe locul 6. De două ori, în 1992 și în 1994, Apostol a purtat drapelul României la festivitatea de deschidere.
După retragerea sa, Ioan Apostol a devenit antrenor. Din 2002 până în 2018 a fost director la Federația Internațională de Sanie.